# جون و. دوسيت
جون و. دوسيت (بالإنجليزية: John W. Doucette)‏ عميد في القوات الجوية الأمريكية.
شارك في حرب الخليج الثانية.